# Bugatti Type 59

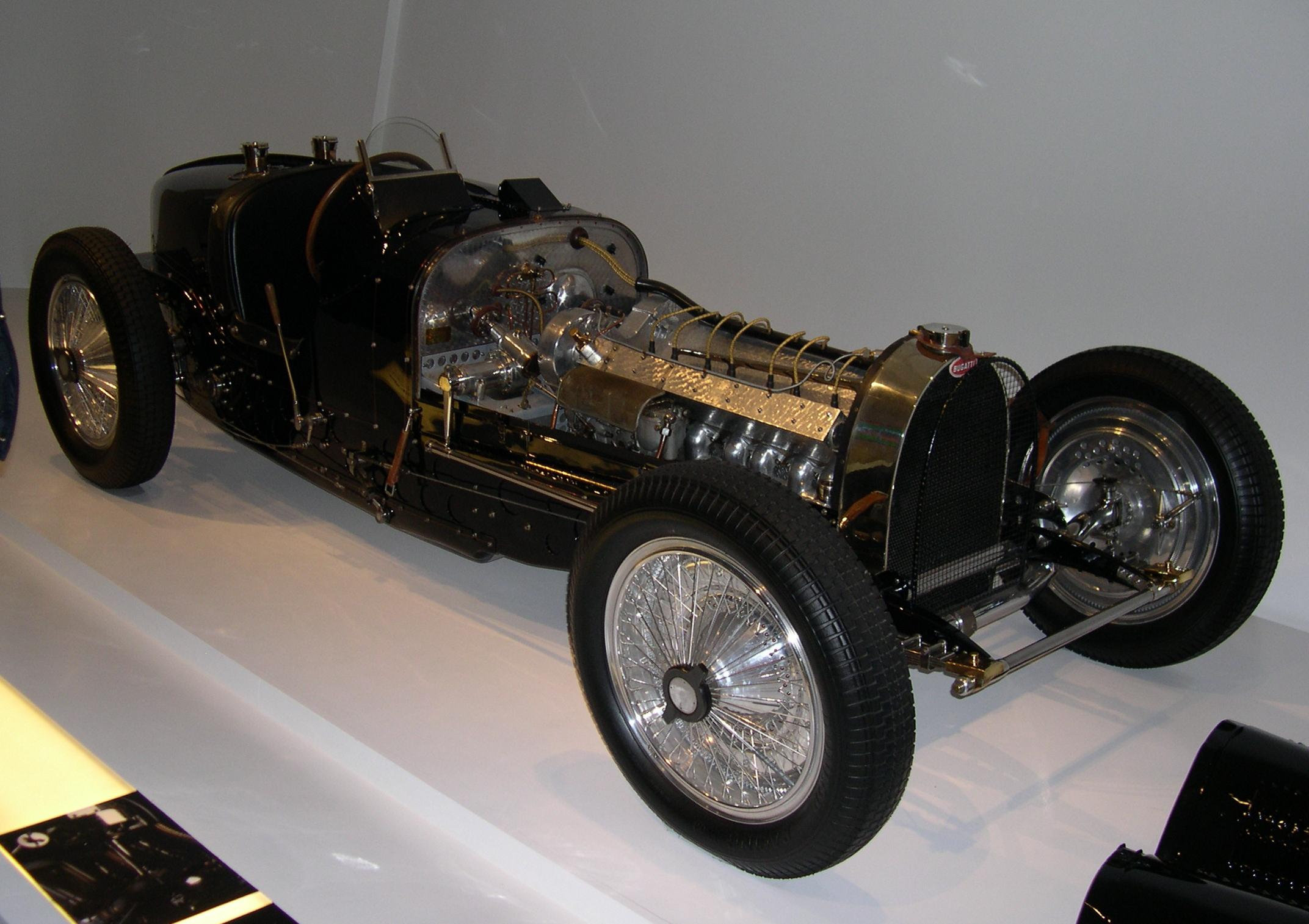
Bugatti Type 59 (1933) aus der Sammlung von Ralph Lauren

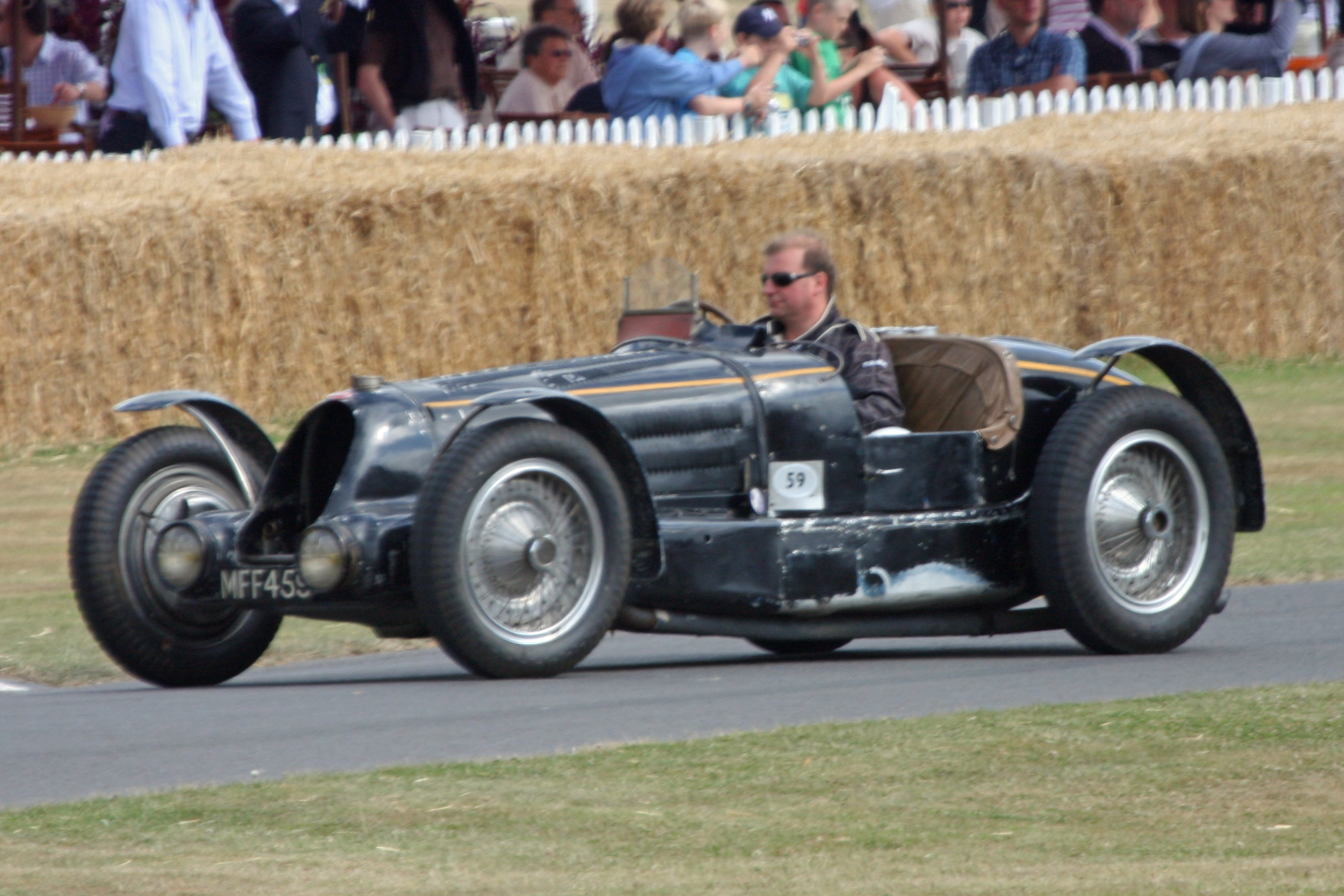
Zum Rennsportwagen umgebauter Type 59 aus dem Besitz von König Leopold III von Belgien

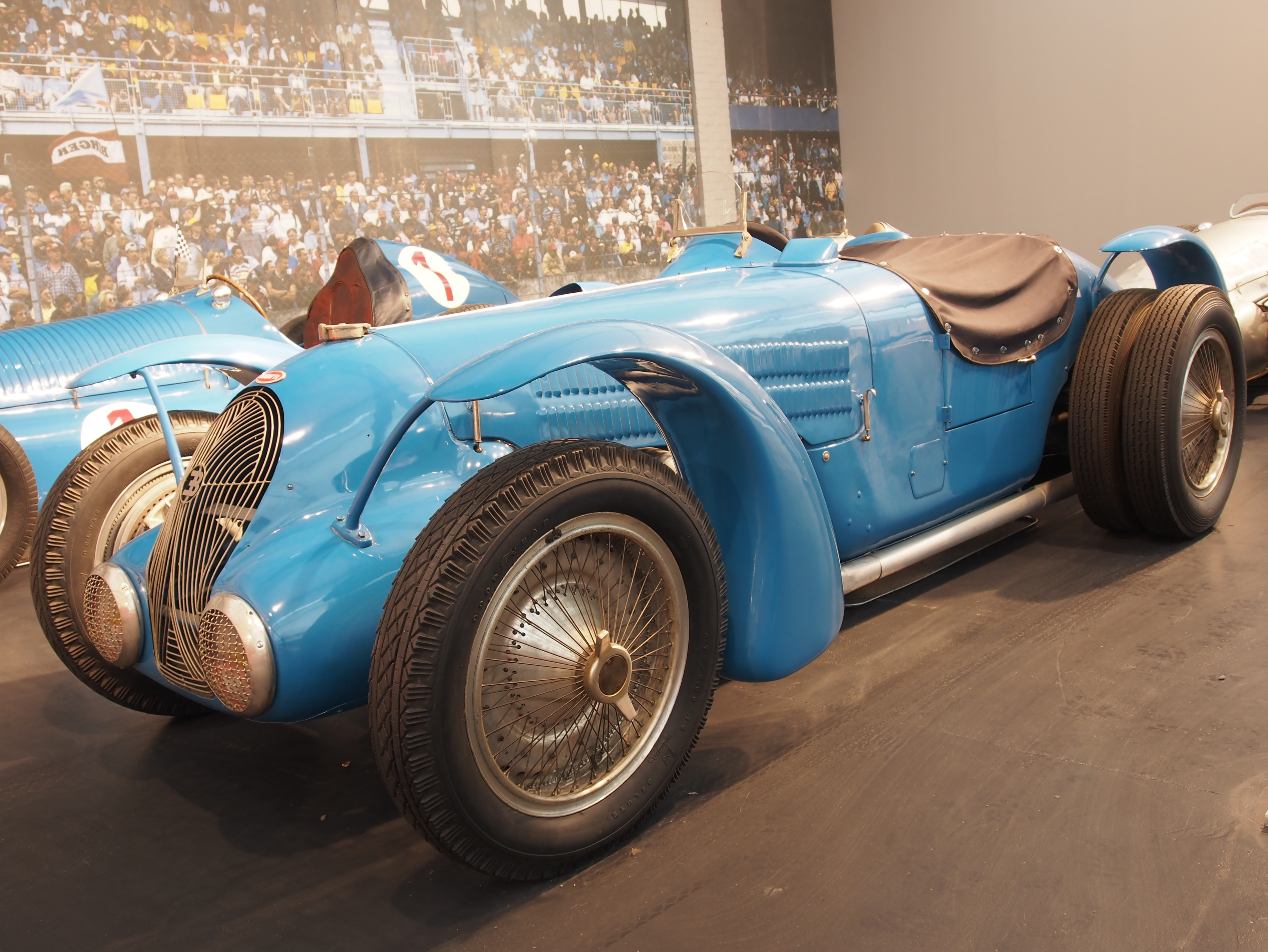
Bugatti Type 59 (1938) in der Cité de l’Automobile

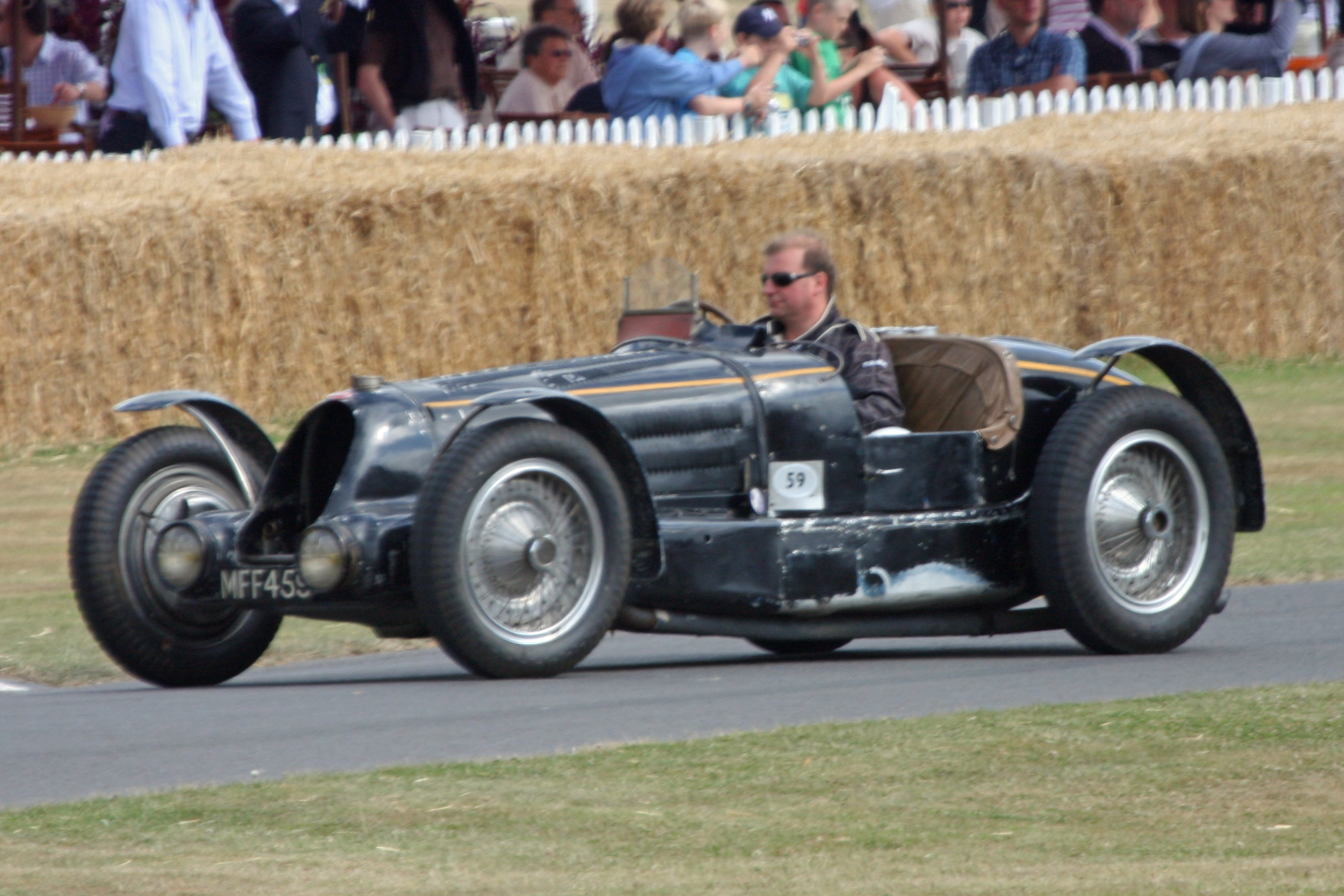
Bugatti Type 59 mit Kotflügeln (1933)

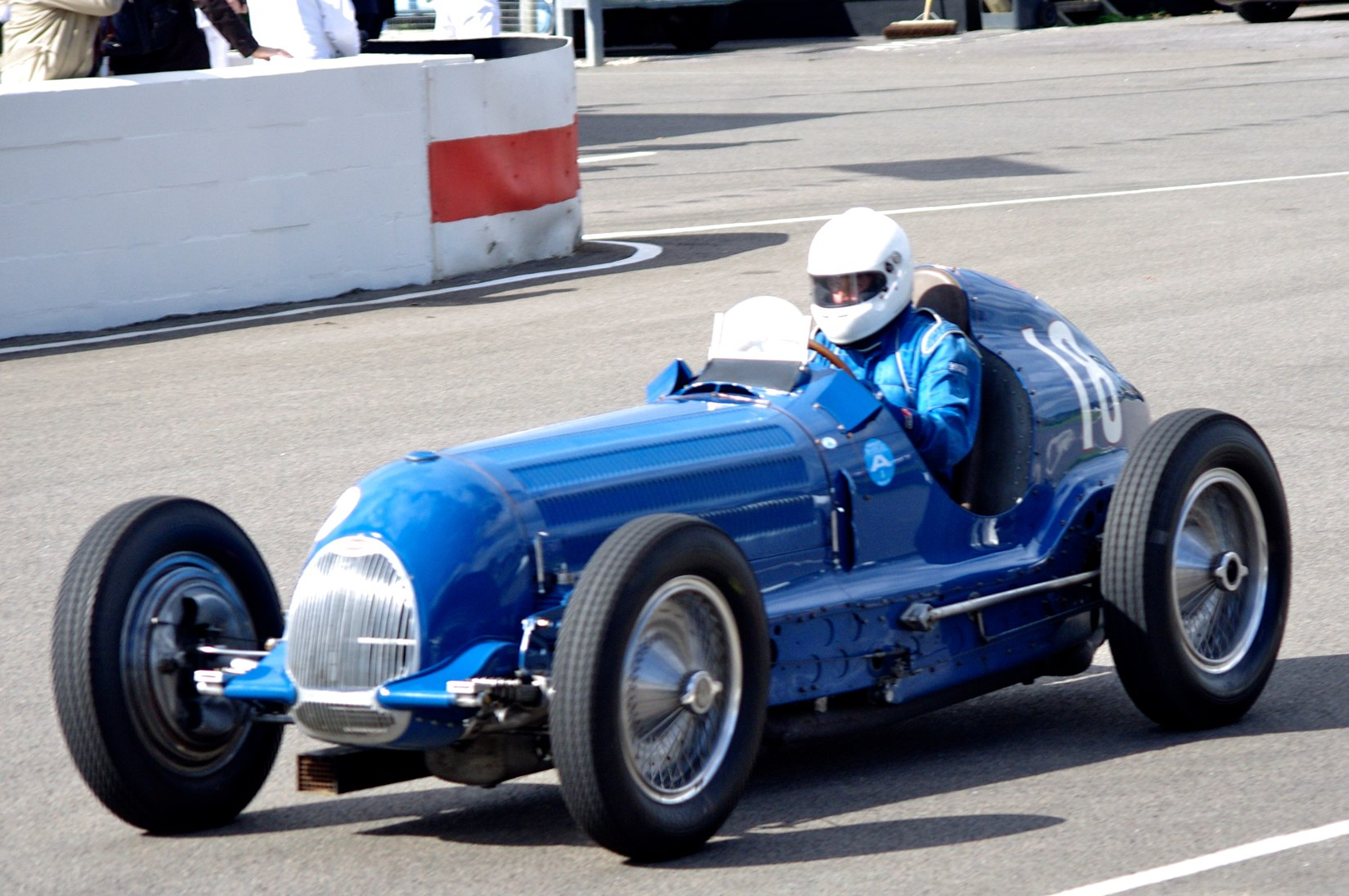
Bugatti Type 59 (1938)

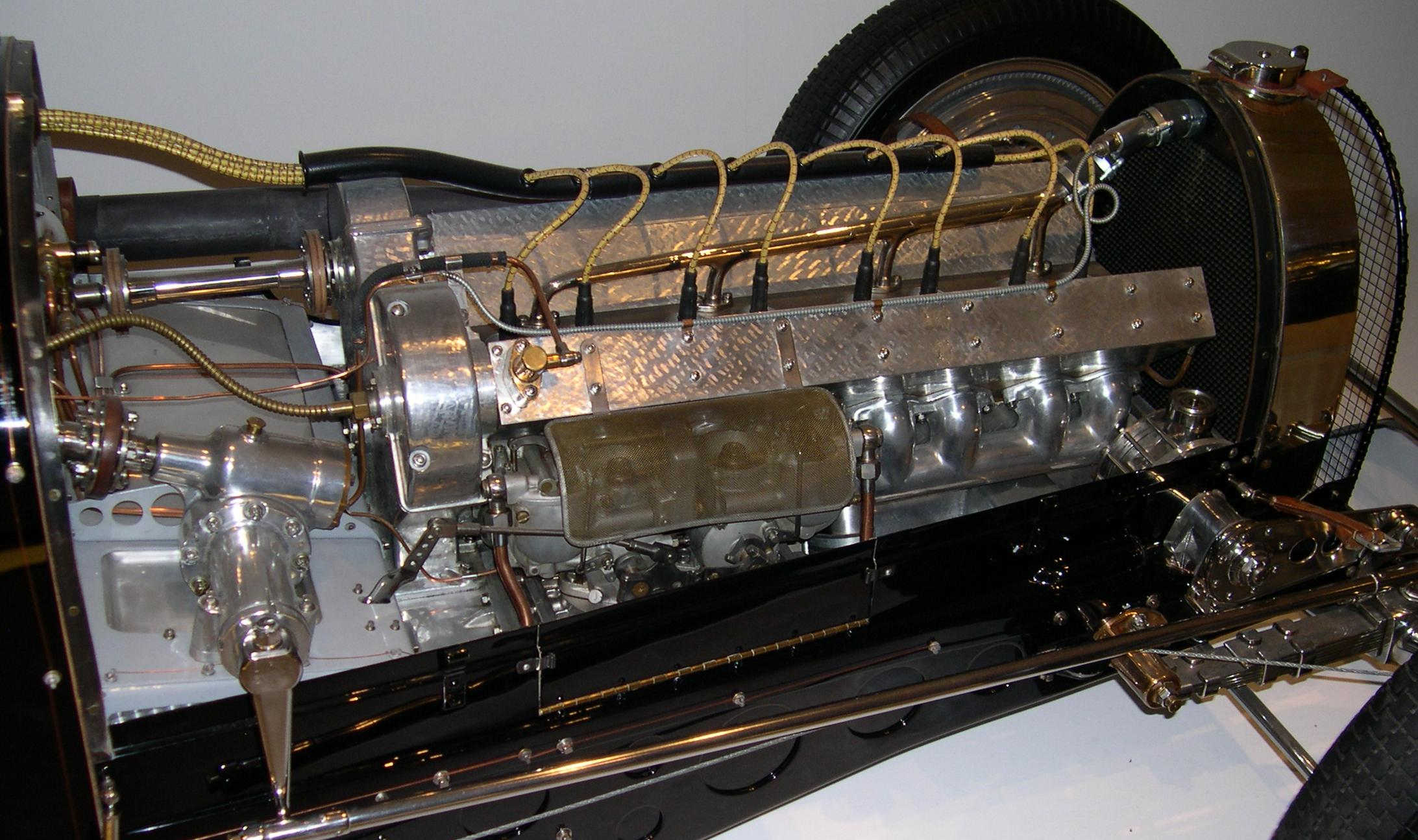
Motorraum des Type 59 (1933)

Der Bugatti Type 59 ist ein Rennwagen. Hersteller war Bugatti in Frankreich.

## Beschreibung
Die Fahrzeuge haben einen Achtzylinder-Reihenmotor. Er ist wassergekühlt und vorne längs im Fahrgestell eingebaut. Jeder Zylinder hat ein Einlassventil und ein Auslassventil. Die Kurbelwelle ist in sechs Gleitlagern gelagert.
Während der Bauzeit waren unterschiedlich große Motoren erhältlich. Die ersten hatten 72 mm Bohrung, 88 mm Hub und 2866 cm³ Hubraum. Dann folgte ein Motor, der jenem aus dem Type 57 SC ähnelt. 72 mm Bohrung und 100 mm Hub ergeben 3257 cm³ Hubraum. Mit Kompressor leistet der Motor 250 PS. Damit erreicht das Fahrzeug über 250 km/h Höchstgeschwindigkeit. Für diese beiden Motoren ist die Zeitspanne von 1933 bis 1936 angegeben.
Von 1935 bis 1937 gab es den Type 59/50 B. Seine Antriebsquelle basiert auf dem Motor Bugatti Type 50 B. 84 mm Bohrung und 107 mm Hub ergeben 4741 cm³ Hubraum. Ebenfalls mit Kompressor ausgestattet, leistet der Motor je nach Quelle 380 PS oder 400 PS. 280 km/h sind angegeben.
Nur für 1937 ist der Type 59/50 B II gelistet. Mit einem reduzierten Hub von 100 mm beträgt der Hubraum 4433 cm³. Ob dieses Fahrzeug einen Kompressor hat, ist unklar. Die Motorleistung ist nicht bekannt.
1938 gab es mit dem Type 59/50 B III die letzte Version. Bohrung und Hub betragen jeweils 78 mm, was 2982 cm Hubraum ergibt. Diese Variante hat einen Kompressor.
Der Motor treibt über ein Vierganggetriebe und eine Kardanwelle die Hinterachse an. Das Fahrgestell ähnelt jenem des Type 54. Der Radstand beträgt 260 cm und die Spurweite 125 cm. Die Fahrzeuge sind 330 cm lang und 145 cm breit. Das Chassis wiegt 750 kg. Ein- und zweisitzige Aufbauten sind bekannt.

## Stückzahlen
Vom normalen Type 59 wurden sechs Fahrzeuge hergestellt, von denen noch fünf existieren. Vom Type 59/50 B entstanden etwa neun Exemplare, von denen nur eines erhalten geblieben ist. Andere Quellen, die nicht so detailliert auf die verschiedenen Motoren eingeben, nennen insgesamt neun hergestellte Fahrzeuge.
Das Fahrzeug mit dem britischen Kennzeichen MKK 459 wurde am 5. September 2020 für 10.685.000 Euro versteigert und war damit das teuerste versteigerte Auktionsauto des Jahres 2020.

## Motorsport
Achille Varzi wurde Vierter und René Dreyfus Sechster beim Großen Preis von Spanien 1933 auf dem Circuito Lasarte in San Sebastián am 24. September 1933.
Beim Großen Preis von Monaco 1934 am 2. April 1934 wurde Dreyfus Dritter und Tazio Nuvolari Fünfter, während Jean-Pierre Wimille das Ziel nicht erreichte und Robert Benoist nach einem Trainingsunfall nicht starten konnte.
Nuvolari, Wimille und Dreyfus erreichten beim Großen Preis von Frankreich 1934 am 1. Juli 1934 das Ziel nicht.
Den Großen Preis von Belgien 1934 am 29. Juli 1934 gewann Dreyfus von Antonio Brivio, während Benoist Vierter wurde.
Bei der Coppa Acerbo 1934 am 15. August 1934 erreichte Brivio den dritten Platz.
Dreyfus wurde ebenfalls Dritter beim Großen Preis der Schweiz 1934 am 26. August 1934 in Bremgarten.
Beim Großen Preis von Italien 1934 in Monza war Brivio gemeldet, startete aber nicht.
Beim Großen Preis von Spanien 1934 am 23. September 1934 in San Sebastián erreichten Nuvolari, Wimille, Dreyfus und Brivio die Plätze drei, sechs, sieben und elf.
Benoist und Wimille erreichten beim Großen Preis der Tschechoslowakei 1934 am 30. September 1934 auf dem Masaryk-Ring nahe Brünn das Ziel nicht.
1935 verkaufte Bugatti die Rennwagen an die Briten Earl Howe, Brian Lewis, Charles Martin und Lindsay Eccles. Die internationalen Einsätze wurden daraufhin geringer. Howe startete zwar beim Großen Preis von Monaco am 22. April 1935, erreichte aber das Ziel nicht.
Piero Taruffi startete zwar beim Großen Preis von Deutschland 1935 am 16. Juni 1935 auf dem Nürburgring, kam aber nicht ins Ziel.
Benoist war der einzige Starter auf einem Type 59 beim Großen Preis von Frankreich 1935 am 23. Juni 1935 auf dem Autodrome de Linas-Montlhéry. Auch er erreichte das Ziel nicht.
Beim Großen Preis von Belgien 1935 am 14. Juli 1935 in Spa-Francorchamps wurde Benoist Fünfter und Taruffi Sechster, während Wimille ausfiel.
Taruffi erreichte das Ziel beim Großen Preis von Deutschland 1935 am 28. Juli 1935 auf dem Nürburgring nicht.
Howe startete beim Großen Preis der Schweiz 1935 am 25. August 1935 in Bern und wurde Zehnter.
Taruffi wurde Fünfter beim Großen Preis von Italien 1935 am 8. Sept. 1935 in Monza, während Wimille nicht klassifiziert war.
Wimille und Benoist erreichten die Plätze vier und sechs beim Großen Preis von Spanien 1935 in San Sebastián am 22. September 1935.
Beim Training zum Großen Preis von Monaco 1936 wurde ein Type 59 / 50 B als Einsitzer getestet, der nicht überzeugte. Im Rennen wurden zwei Zweisitzer eingesetzt. Wimille wurde Sechster und William Grover-Williams Neunter.
Beim Großen Preis von Deutschland 1936 auf dem Nürburgring am 26. Juli 1936 musste Wimille aufgeben.
Beim Grand Prix du Comminges 1936 am 9. August 1936 in Saint-Gaudens gewann Wimille, während Benoist aufgeben musste.
Wimille und Howe mussten beim Großen Preis der Schweiz 1936 in Bern am 23. August 1936 ebenfalls aufgeben.
Wimille wurde Zweiter beim Vanderbilt Cup 1936 am 12. Oktober 1936 auf dem Roosevelt Raceway in Westbury, New York.
Ein Sieg gelang 1936 beim Grand Prix de Deauville, allerdings ohne namhafte Konkurrenz.
Wimille gewann am 21. Februar 1937 den für Sportwagen ausgeschriebenen Grand Prix de Pau, nachdem das Fahrzeug durch Kotflügel und Scheinwerfer regelkonform umgebaut wurde. Anschließend kaufte König Leopold von Belgien das Fahrzeug.
Wimille trat am 16. Mai 1937 mit einem Sportwagen vom Type 59 an einem Rennen in Tunis teil.
Der Trainingswagen vom Monaco 1936 wurde überarbeitet, erhielt einen 4,5-Liter-Motor und nahm am 27. August 1937 erfolglos am Grand Prix du Million in Montlhéry teil.
Dasselbe Fahrzeug, allerdings erneut überarbeitet und mit einem 3-Liter-Motor und Kompressor ausgestattet, gefahren von Wimille, musste beim Cork Grand Prix in Irland am 23. April 1938 aufgeben.
Wimille nahm mit demselben Fahrzeug am 15. Mai 1939 am Gran Premio di Tripoli und am 3. Juli 1938 am Großen Preis von Frankreich 1938 in Circuit de Reims-Gueux teil.
Wimille nahm am 4. Juni 1939 am Großen Preis von Luxemburg 1939 teil.
Wimille wurde am 6. August 1939 Zweiter beim Grand Prix du Comminges 1939 in Saint-Gaudens.
Eine andere Quelle nennt insgesamt acht Siege:
- am 29. Juli 1934 durch Dreyfus auf dem Circuit de Spa-Francorchamps
- am 28. Oktober 1934 durch Wimille in Algier
- am 26. Mai 1935 durch Benoist in Péronne
- am 31. Mai 1935 durch Lewis in Douglas
- am 19. Juli 1936 durch Wimille in Deauville
- am 7. Mai 1939 durch Wimille in Montlhéry
- am 9. September 1945 durch Wimille in Bois de Boulogne
- am 15. Juni 1946 durch George Abecassis auf einem Flugplatz bei Cambridge